# Schloss Noschkowitz

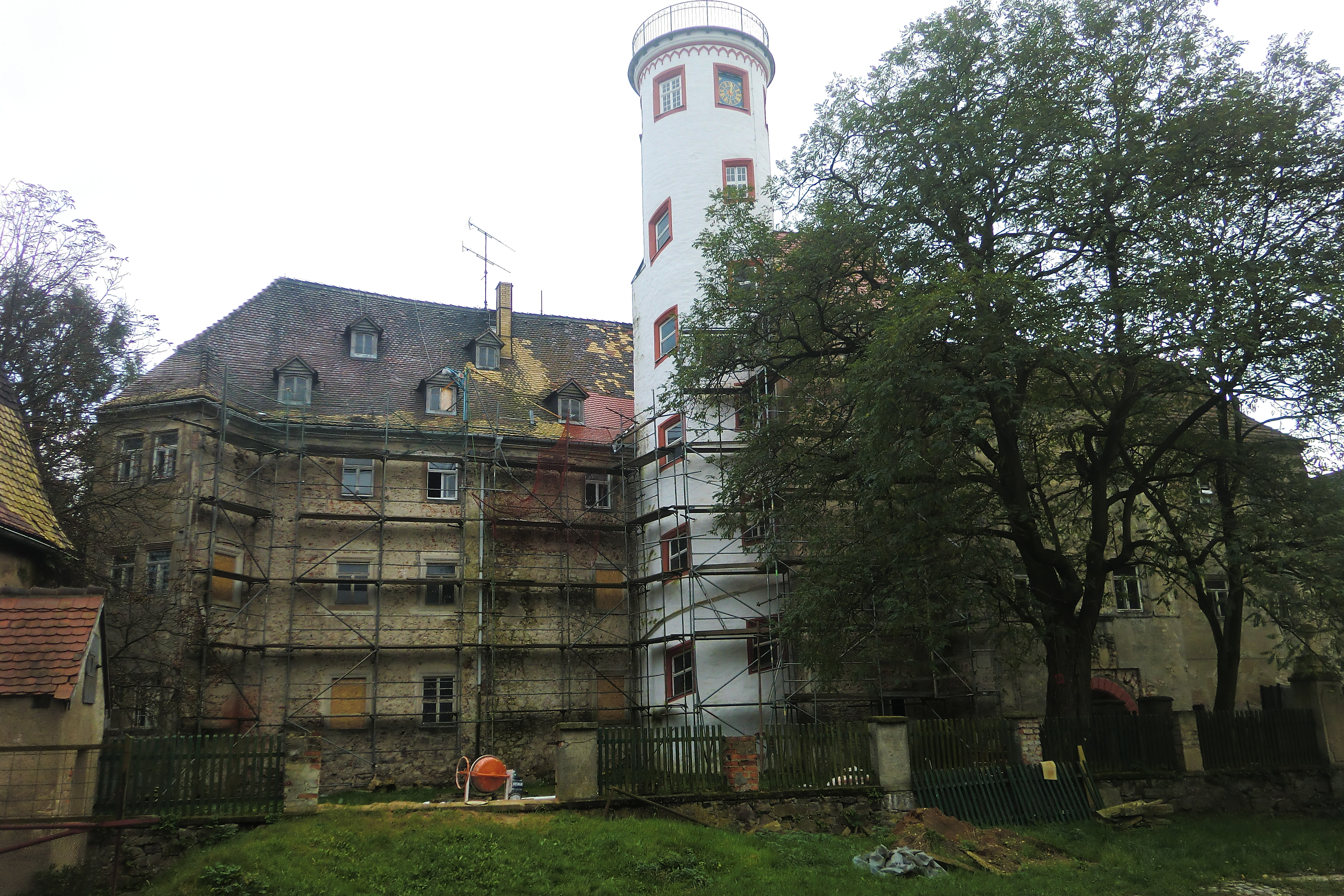
Schloss Noschkowitz (2014)

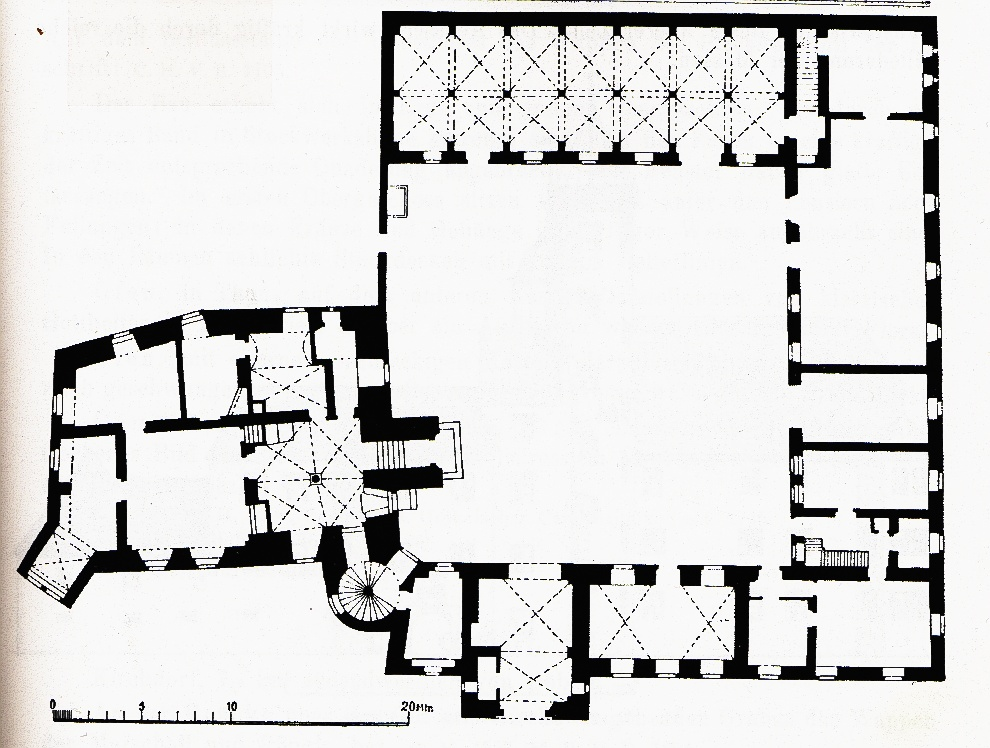
Erdgeschossplan des Schlosses Noschkowitz um 1903

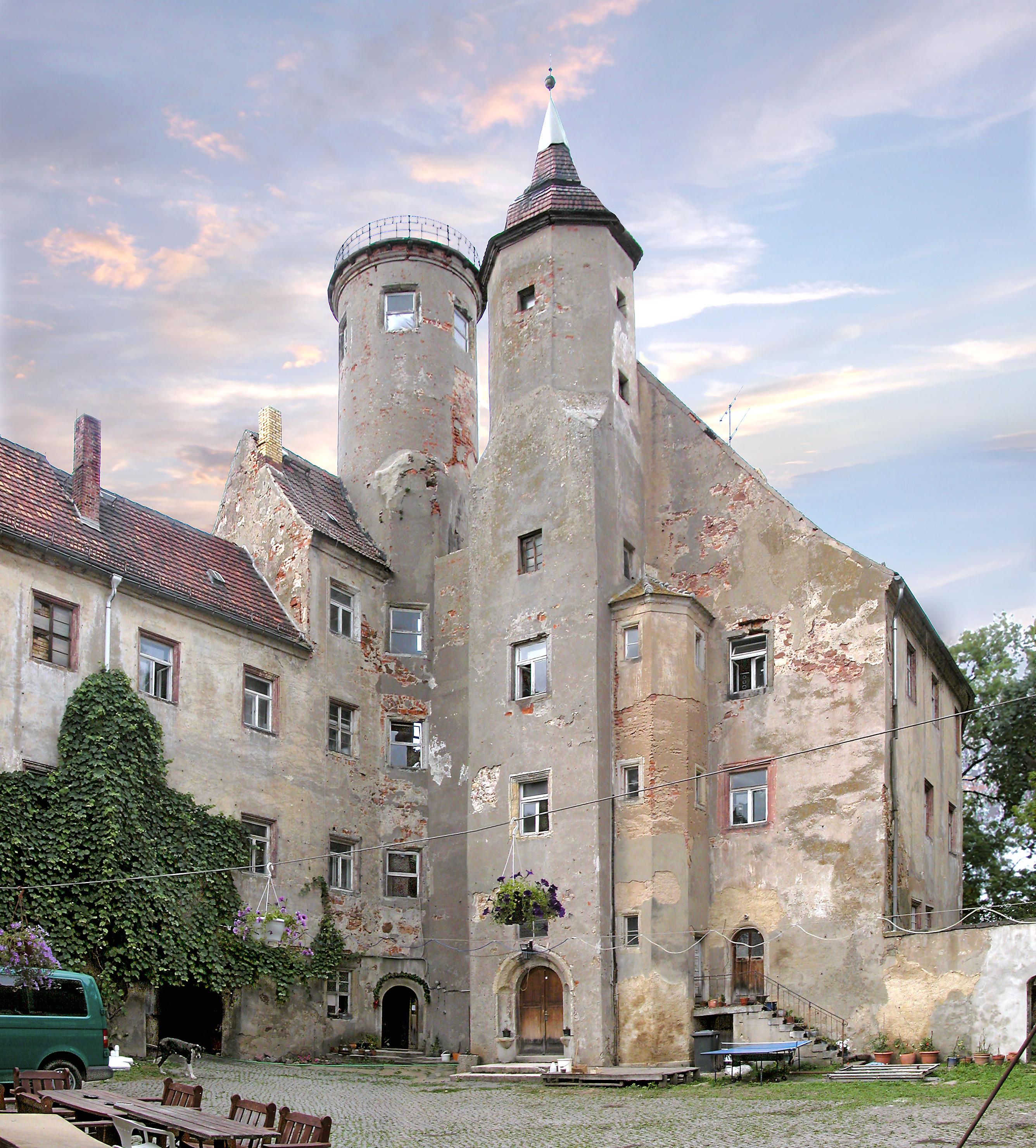
Schloss Noschkowitz, Hof (2006)

Das Schloss Noschkowitz ist ein Renaissance-Schloss aus dem 16. Jahrhundert in Noschkowitz in Sachsen und eines der letzten nach allen Seiten geschlossenen Rittergüter Sachsens.

## Lagebeschreibung
Noschkowitz gehört als Ortsteil der Gemeinde Jahnatal zu den Randausläufern der Lommatzscher Pflege und ist 16 km Straßenlänge von Lommatzsch entfernt. Noschkowitz liegt im Tal des Rittmitzer Baches, der hinter dem 180 m hochgelegenen Krötenberg bei der Ortslage Oberwutzschwitz in die Kleine Jahna mündet. Dresden ist 54 km und Leipzig 69 km Straßenlänge entfernt. Das als Niederaue vom Wasser geformte Gelände wird ausschließlich landwirtschaftlich genutzt und ist von Feld- und Wiesenfluren umgeben. Nur im Südosten hat sich älterer Baumbestand erhalten, welcher als Noschkowitzer Holz bezeichnet wird. Die Siedlungsstruktur hat sich um das Schlossareal herum in zwei Richtungen ausgebildet. In westliche Richtungen, dem Laufe des Rittmitzer Baches folgend, befinden sich Gewanne, begrenzt durch die Verbindungsstraße nach Zschaitz. In nördlicher Richtung besteht die Siedlung aus mehreren ursprünglichen Gutsblöcken, welche immer wieder zerteilt und damit verkleinert wurden.

## Baubeschreibung

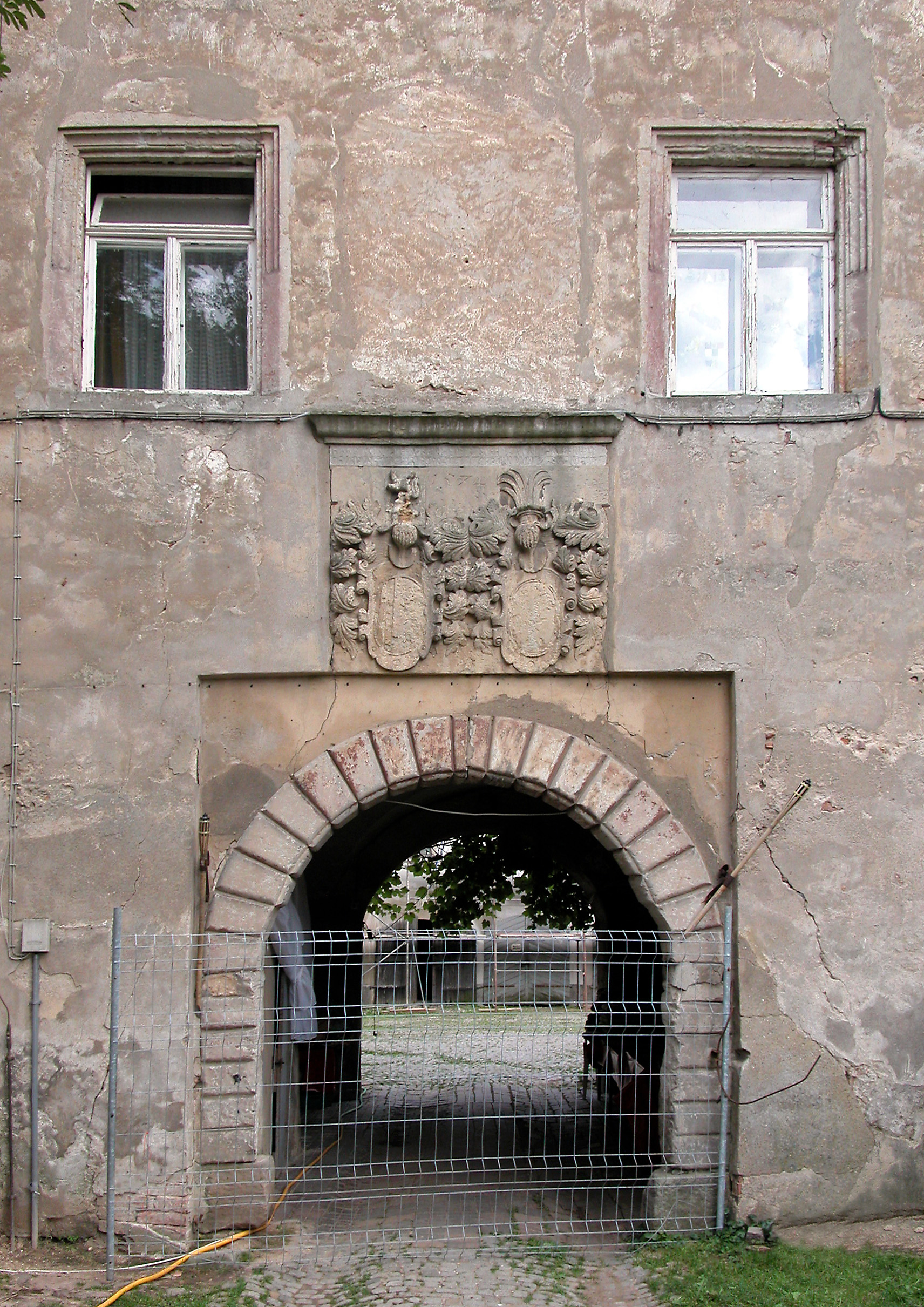
Schloss Noschkowitz, Torhaus (2006)

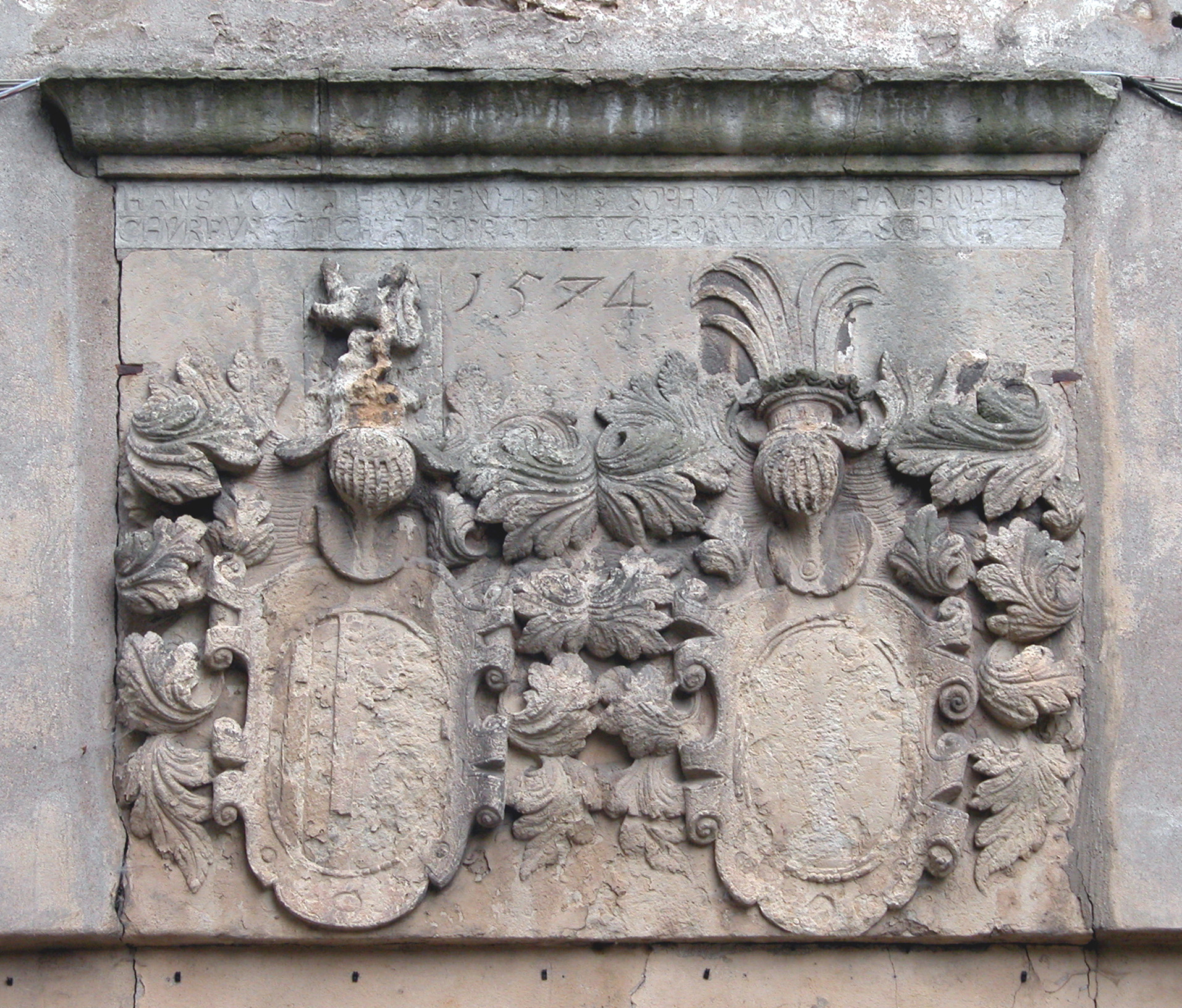
Schloss Noschkowitz: Doppelwappen von 1754 am Torhaus. Hans von Taubenheim und Ehefrau Sophia, geb. von Zaschnitz

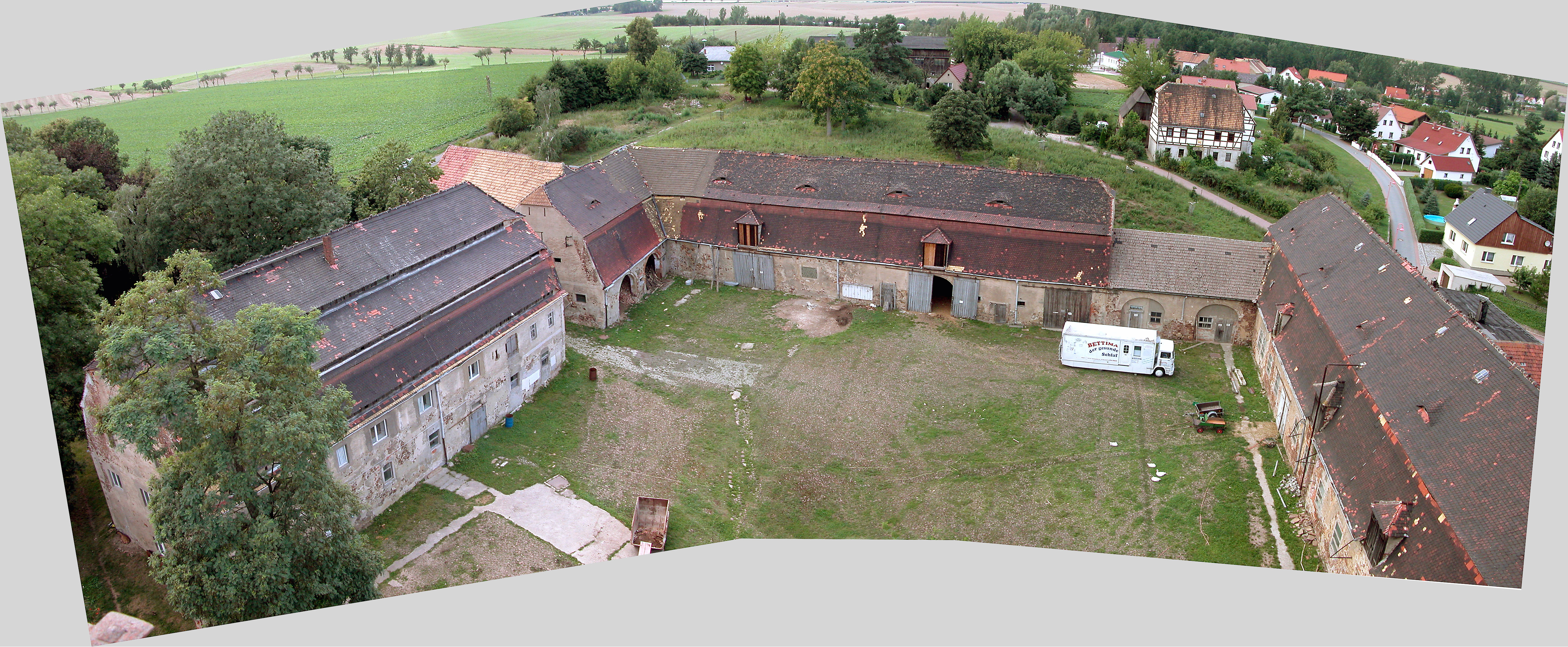
Noschkowitz: Blick vom Schlossturm in den Rittergutshof

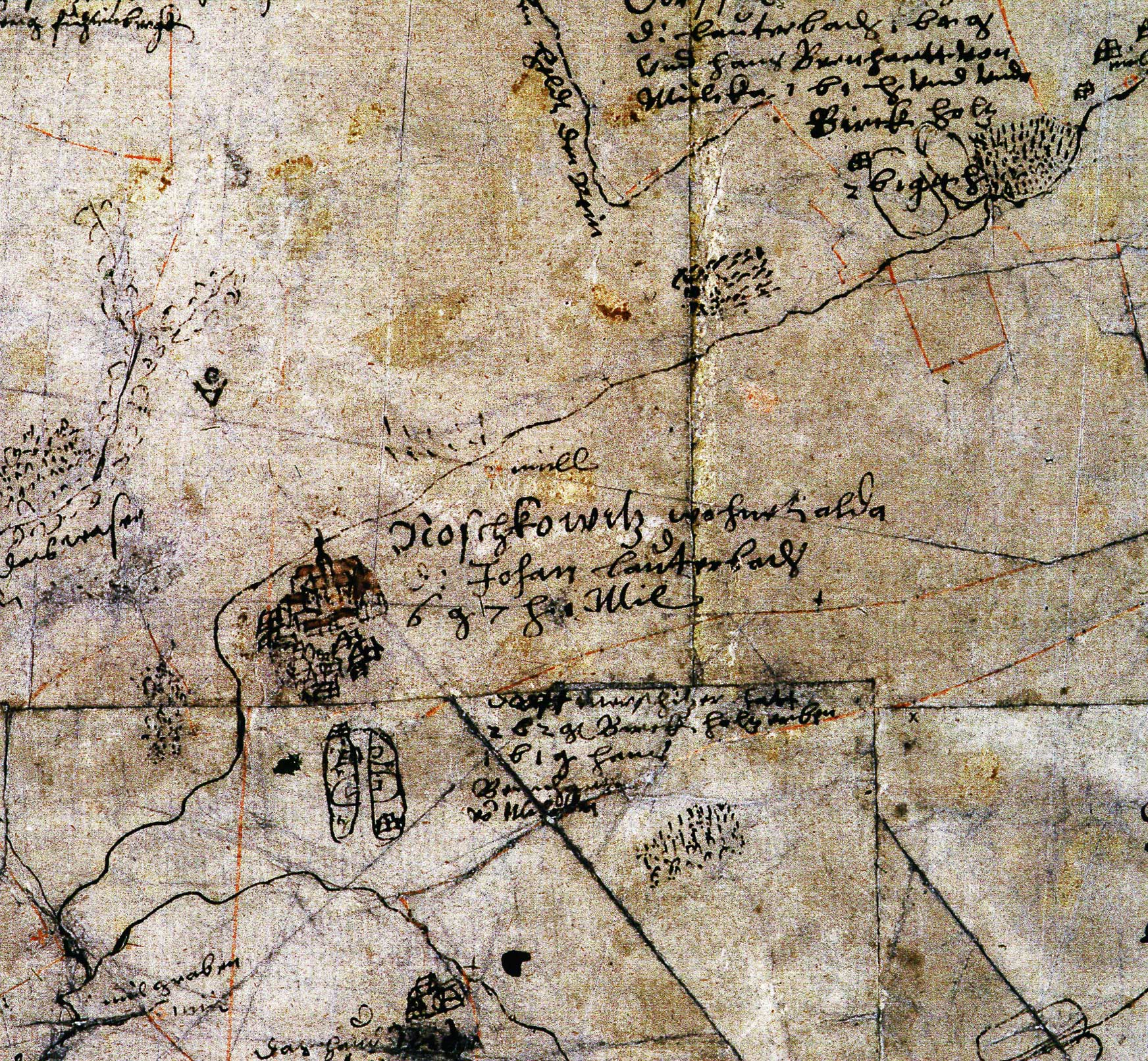
Älteste Darstellung des Schlosses Noschkowitz

Das nach Osten gelegene Schloss besteht aus einem rechteckigen Hof. Der Blick auf das Schloss aus südlicher Richtung trifft den manieristischen Rundbogen der Haupteinfahrt. Die bossierten Steinquader treten aus der glatten Mauerfläche hervor, ihre äußeren Abrundungen folgen der Bogenform des Portals. Darüber befindet sich ein Allianzwappen des Hans von Taubenheim und seiner Frau Sophie von Zaschnitz aus dem Jahr 1574. Die vermuteten Hinweise auf einen Vorgängerbau sind derzeit nicht bewiesen. Aus dieser Bauzeit stammt auch das Torhaus. Links in der darin befindlichen Tordurchfahrt ist eine vermauerte Tür, die in die ehemalige schwarze Küche mit direktem Zugang zum Wendelstein führt. Rechts neben der Einfahrt befand sich vermutlich die Schlosskapelle. Dafür sprechen die Ostrichtung, eine vermauerte sakrale Nische, sowie die urkundliche Erwähnung eines Pfarrers. Der Ostflügel ist der älteste Teil der Anlage, mehrere gotische rechteckige Fenster verweisen diesen Teil des Schlosses in das 15. Jahrhundert und auf einen Vorgängerbau. In diesem Teil, direkt neben dem Wendelstein, ist eine Halle mit einer Säule, auf der vier Kreuzgewölbe aufliegen. Der an diesem Gebäude auf der Hofseite sich befindliche schlichte Erker wurde später als der eigentliche Ostflügel errichtet, vermutlich gemeinsam mit dem runden Wendelstein. Dessen Spitze ist heute, weit sichtbar und stammt aus dem 19. Jahrhundert. Der zentral über dieser eigentlichen Eingangshalle gelegene Turm wurde um 1574 errichtet. 2007 wurden bei Bauarbeiten im Obergeschoss eine Holzbalkendecke mit Fischgrätenmuster aus dem Jahr 1574 freigelegt. Das Schloss ist heute teilweise von Wasser umgeben. Ob es einmal ganz von Wasser umgeben war, muss zumindest für den heute sichtbaren Renaissancebau stark bezweifelt werden. Auch ein erweiterter Bühl ist augenscheinlich nicht vorhanden. Dem Bau und seiner Umgebung fehlen sämtliche fortifikatorischen Merkmale. Die symmetrisch dem Nordostflügel gegenüberliegenden Gebäude werden Kavaliershäuser genannt und sind verputzte Fachwerke in Stockwerkbauweise aus dem 17. Jahrhundert. Direkt an das Schloss grenzt ein dreiseitig geschlossener Wirtschaftshof. Die Wirtschaftsgebäude zeigen interessante Mansardendachformen mit drei Dachebenen. Diese Gestaltung der Dächer mit ausgebildeten Giebeln gestattete maximale Lagerflächen für Getreide und Futter. Das westliche Wirtschaftsgebäude weist heute noch Merkmale der Renaissance im Kreuzgewölbe und Dachgestaltung auf.

### Älteste überlieferte Darstellung
Die älteste, erhalten gebliebene Abbildung des Schlosses ist im sogenannten Ur-Oeder sichtbar. Die früheste großmaßstäbliche Aufnahme erfolgte durch Matthias Oeder (etwa 1540–1614) im Zuge der ersten sächsischen Landesvermessung. Diese wurde im Maßstab 1:45.000 durchgeführt. Von Oeders Nachfolger Balthasar Zimmermann (gestorben um 1633) existiert eine Verkleinerung auf 1:53.333, die als Oeder/Zimmermann bezeichnet wird. Die roten Linien sind Vermessungslinien und die kurvenreichen schwarzen Linien stellen die Bachverläufe dar. Straßen sind nicht dargestellt. Die geraden Linien sind Meridiane. Wie andere Oeder-Karten ist die Karte nach Süden ausgerichtet. Die Abbildung zeigt Noschkowitz in den Jahren des Dr. Johann Lauterbach (zwischen 1586 und 1616). Noschkowitz hatte damals sechs Güter, sieben Häuser und eine Mühle. Auch die Steinmühle etwas oberhalb des Schlosses ist bereits eingezeichnet. Deutlich lassen sich das Schloss mit dem Wendelstein und ein Wirtschaftsgebäude erkennen.

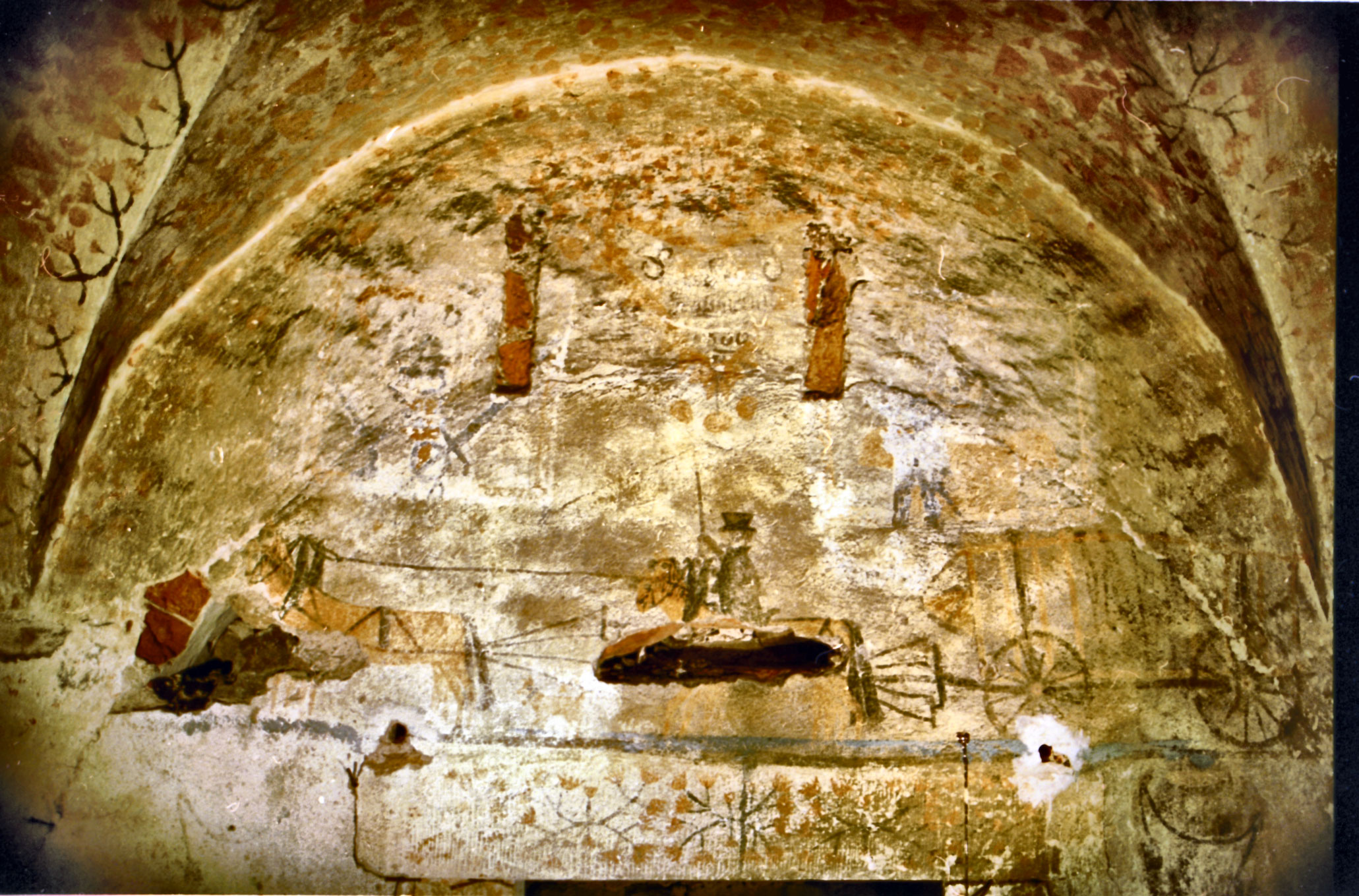
Schloss Noschkowitz Wandmalerei

### Wandmalereien
Rechts vom Haupttor befindet sich im Erdgeschoss ein Raum, welcher in der Geschichte als Kohlelager und Hundezwinger genutzt wurde. An den Wänden befinden sich Laienzeichnungen, bei denen Cornelius Gurlitt vermutet, sie stellten Szenen aus den Befreiungskriegen dar. Möglicherweise aber auch die tragische Geschichte der Sophia von Taubenheim, geb. von Zaschnitz.

#### Zaubereiprozess der Sophia von Zaschnitz
Sophia von Taubenheim, auch die frau Taubenhaimin (* unbekannt; † 23. Juli 1585 in Dresden), geb. von Zaschnitz, war die Ehefrau von Hans von Taubenheim, welchem seit 1568 das Gut Noschkowitz gehörte. Sophia wurde in einem Hexenprozess verurteilt und am 23. Juli 1585 auf dem Markt von Dresden durch das Schwert hingerichtet.

##### Beschuldigungen
Am 19. April 1585 erhielt Kurfürst August ein Schreiben der Doktoren Andreas Paul, Hartmann Pistoris, David Peifer und Nikolaus Krell mit folgendem Inhalt: Ein Balthasar Stübler hätte Herzog Christian, dem Sohn des Kurfürsten August, mitgeteilt, dass ein Bauer namens Paul Rüdiger, ansässig auf dem von Taubenheim gehörigen Gut Noschkowitz, zu ihm gekommen sei, mit der Bitte, seine Beschuldigung der Frau des Taubenheim als Zauberin dem Kurfürsten mitzuteilen. Die Ermittlungen der Beschuldigung haben dann gezeigt, dass die Bezichtigung der Sophia von Taubenheim bereits aus dem vergangenen Jahr herrührte, in welchem sich ein Kleinkrimineller, ein Dieb namens Gregor Keller, der durch Taubenheim gefangen genommen wurde, dahingehend geäußert hätte, Taubenheim habe auf Grund dieses Umstandes dessen Hinrichtung verschoben. Paul Rüdiger wiederum habe das Gerücht von einem Brosius Heintzschel, dem damaligen Wächter des Gregor Keller. Der Zeuge Heintzschel beging später Suizid.

##### Kurfürst August
Nach diesen Untersuchungen erging am 20. April ein Befehl des Kurfürsten an den Lehnsekretär Elias Vogel, es sei „… H. v. T. doselbst in sein hauß an vnser hand [zu] bestricken, sein weib aber sambt ihrem gesinde vnd vf wehn der örtter sönsten meher Icht was ausgesagt, vnnd getzeuget wirt in verhaftung kegen Leißnig [zu] nehme, sie vnderschiedlich wol [zu] verwahre …“ Die tatsächlichen Gründe dieser radikalen Verhaftung aller Beteiligten durch den Befehl des Kurfürsten liegen darin, dass die Zaubereibeschuldigung der Sophia des Kurfürsten eigene Person berührte. Kilian Keller, der Sohn des Diebes Keller, sagte dann aus, „die frau Taubenhaimin hette gesagt, Ir Junker were des Churf(ürsten) Nechster Rad gewesen, der Churf(ürst) wolt Inen nicht mehr an hofe haben wen der Churf(ürst) Inen nicht mehr am hoffe heben woltt so solt der Churf(ürst) auch sein leben nicht behalt(en), Sie wolt Inen zu Thode kochen.“ In der Tat war Kurfürst August in der Zeit des Prozesses gegen Sophia erkrankt, wie aus seinem Brief an Markgraf Georg Friedrich von Brandenburg vom Juli 1585 hervorgeht.

##### Sophia von Zaschnitz
Die von Zaschnitz lebten auf Schloss Schnaditz, einem heutigen Ortsteil von Bad Düben, beim Vorwerk Wellaune, das im historischen Mittelpunkt des damals berüchtigten Kohlhase-Terrors stand. Es war eine Sophia von Zaschnitz, welche den ersten Prozess gegen Hans Kohlhase 1532 gewann. 1536 starb ihr Mann, der Junker von Zaschnitz, dessen Willkür die Kohlhase’schen Händel ausgelöst hatten. Sophia führte den Prozess nach dem Tode ihres Mannes zu Ende. Der Hauptbelastungszeuge Rüdiger war erst nach Noschkowitz gezogen und hatte dort ein Haus von Taubenheim erworben. Seitdem lag er mit Taubenheim im Streit, der ihn als „so wiedersetzig vnd halstarrigk wieder mich“ bezeichnete. Aber auch andere Klagen von Bauern zeigen, dass Taubenheim hart gegen sie vorging. Diese hatten Schulden und verloren dadurch ihre Höfe, die Taubenheim dann an sich brachte. Ein klarer Fall von Bauernlegen, welches Kurfürst August 1563 verboten hatte. Jedenfalls versuchte Taubenheim, den Paul Rüdiger durch die Wegnahme seiner Kühe von der Aussage gegen seine Frau abzuhalten, was ihm aber nicht gelang, denn es erfolgte der sofortige Rückgabebefehl des Kurfürsten. Am 30. April sowie zwischen 24. und 27. Mai legten dann Paul Rüdiger und andere Personen ihre Zeugnisse ab.

##### Anklage gegen Sophia von Zaschnitz und Heidine Wiedemann
Sophia wurde zusammen mit ihrer Komplizin Heidine Wiedemann angeklagt: Beide hätten in einem Topf ein Stück Stoff oder Leder aus einer Hose des Kurfürsten zusammen mit Kräutern gekocht, wobei die Heidine unverständliche Worte gemurmelt habe. Sophia wurde weiter beschuldigt, Diebe beherbergt, Hehlerei betrieben, sowie mit Gregor Keller, einem der Diebe, und verschiedenen Adligen, Unzucht getrieben zu haben. Diese Nebenklagen nehmen aber im Laufe der Untersuchung nur eine Hilfsweise Stellung ein. Am 24. Mai erfolgte die erste gütliche Aussage der Sophia auf dem Meißner Schloss. Sie gestand nichts, genauso, wie in der zweiten gütlichen Befragung vom 30. Juni in Dresden. Als am 1. Juli ein Urteil des Leipziger Schöppenstuhls eintraf, das die peinliche Befragung enthielt, erfolgte noch am selben Tag die erste Aussage auf der Folter. Die dabei erzielte Aussage zog sofort das Todesurteil des Schöppengerichtes nach sich. Aber Sophia widerrief. Doch die Beweise durch das Geständnis der mitangeklagten Heidine Wiedemann waren erdrückend. Auch die List, einer vorgetäuschten Schwangerschaft, die Taubenheim erfunden hatte, retteten sie nicht vor einer weiteren Folter, zu welcher Kurfürst August persönlich anwies, dass diese scharf zu führen sei. Die danach durchgeführte Folter beschreibt folgender Auszug aus einem Schreiben vom 13. Juli, in dem es um den Zeitpunkt der Hinrichtung geht: „… was aber die gefangene Zauberin betrifft, soll morgen das vrthell, weil sie bey lebendigem Leibe zufaulen anfahet, an Ihr volnstrackt werdn.“ Sophia belasteten die zahlreichen Zeugen, von denen Taubenheim August in einem Bittgesuch vom 19. Juni mitteilte, dass es sich um „derer viel leichtfertige lose leute“ handelte, unter denen er namentlich Kilian Keller hervorhob.

##### Urteil und Hinrichtung
Einem Bittschreiben, ihre Aussagen abzulehnen, wurde nicht stattgegeben. Die Leipziger Schöppen entschieden abermals auf Todesstrafe durch das Schwert. Weder die Versuche der Angehörigen, die Bittschreiben an die Kurfürstin Mutter Anna schrieben, noch die verzweifelten Versuche von Taubenheim, die Strafe zu mildern, wurden erhört. Im Gegenteil, der Kurfürst drängte persönlich darauf, die Hinrichtung so schnell wie möglich durchzuführen. Am 23. Juli 1585 wurde Sophia auf dem Markt von Dresden, einen Tag später als Heidine Wiedemann, diese allerdings durch das Feuer, durch das Schwert hingerichtet. Ein Testament der Sophia, über ihre Kleider, Schmuck und Geld, wurde an den Kurfürsten übermittelt. Von Taubenheim versuchte noch Ende August 1585, dieses Testament vom Kurfürsten zurückzuerhalten, um den letzten Willen seiner innig geliebten Frau, wie einige Briefe während der Zeit ihrer Haft beweisen, zu erfüllen.

## Vorgeschichte
Das Gebiet in und um Noschkowitz ist uraltes Kulturland. Neolithische Funde aus der Zeit der Bandkeramik wurden vor allem in Rittmitz gefunden, unter anderem Schuhleistenkeile, Silexklingen, Bohrkerne und der Fuß eines Gefäßes. Östlich des Noschkowitzer Holzes in Richtung Kattnitz wurde 1994 am Vogelherd der Schneideteil eines neolithischen Beiles aus Felsgestein gefunden. Das ist der derzeit älteste Beweis für menschliche Aktivitäten in dieser Region. Auf dem Flurstück 179 der Gemarkung Noschkowitz zwischen Rittmitz und Kattnitz wurden 1958 bei Erdarbeiten am dortigen Steinbruch mehrere übereinander stehende Gefäße und geringe Knochenreste entdeckt, welche als Brandgräberfeld in die Bronzezeit datiert wurden. Dem Rittmitzer Bachlauf folgend, gibt es weiter westlich Hinweise für eine Siedlung aus der Jungbronzezeit und die im Bereich zwischen der Straße Kattnitz – Noschkowitz und westnordwestlich der Steinscheune 1994 ausgegrabenen Keramikfunde lassen auf eine eisenzeitliche Besiedlung schließen.

### Albertus de Nussacuwiz (1239)
1239 wird mit Albertus de Nussacuwitz das erste Mal der Herrensitz urkundlich erwähnt.

### Von Honsberg (1264)
1350 gehört das Herrengut Noschkowitz zum Lehen des Bistums Meißen. Inhaber des Lehens waren die Herren von Honsberg. Die Honsbergs stammten aus Freiberg, waren in den Kleinadel aufgestiegen und standen im Dienst des sächsischen Landesherren, wodurch sie das Recht der Beisetzung im Meißner Dom in Anspruch nehmen durften.

### Von Kertzsch (1370–1568)
Die Adelsfamilie von Kertzsch entstammte dem Kleinadel und hatte ihr Erbbegräbnis im Kloster Buch. Gotzsch von Kertzsch war Amtsvogt von Oschatz und Leisnig.

## Nutzungsgeschichte des Schlosses

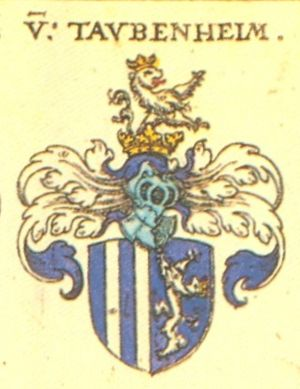
Wappen der Familie von Taubenheim

### Von Taubenheim (1568–1587)
Bauherr des heute sichtbaren Nordostflügels war Hans von Taubenheim. Dessen Vater studierte in Leipzig, wo er im Sommersemester 1504 intituliert wurde, als Mitglied der Visitationskommission fiel ihm namentlich die Aufgabe zu, die Kirchenrechnungen zu prüfen. Hans von Taubenheim war verwandt mit Katharina von Bora und mit Luther befreundet. Für das Rechnungswesen war er dadurch als kurfürstlicher Landesrentmeister in besonderer Weise qualifiziert. Im Jahr 1532 erscheint er in den Urkunden als Amtmann zu Leisnig. Das Amt eines Landesrentmeisters zusammen mit dem eines kurfürstlichen Rates versah von Taubenheim noch 1541. Als seine Frau wird 1538 Margaretha und 1541 Sabina genannt. Vermutlich war es sein Sohn Hans, welcher Noschkowitz kaufte. 1574 arbeitete auf Noschkowitz aufgrund einer Ausnahmegenehmigung des Kurfürsten August ein Pfarrer Wolfgang Schlitterlau aus Lommatzsch. Ordiniert wurde Schlitterlau dabei von D. Caspar Eberhardt zu Wittenberg. Das Allianzwappen an der Schlosseinfahrt beinhaltet folgende Inschrift: „Hans von Taubenheim Churfürstlicher Hofrat & Sophia von Taubenheim geborn. v. Zaschnitz 1574“. Ein weiteres Allianzwappen gleichen Inhalts ist am Wendelstein angebracht. Das linke Wappen stellt das Familienwappen der Familie von Taubenheim dar. Auf dem linken Teil des geteilten Wappens ist im oberen Teil der Helmzier ein Löwe zu sehen. Dieser Löwe verkörpert die Miles Christi. Das rechte Wappen ist das Wappen derer von Zaschnitz mit Gold gekrönt und einem mit Hahnenfederbusch besteckten Helm. Dieser Helm soll ein Spangenhelm sein. Auf dem Schild ist ein zweiköpfiger Roch (Springer) sichtbar, bewinkelt mit drei gestielten Kleeblättern. Der Roch derer von Zaschnitz soll auf scharfsinnige Denker und kühne Strategen hinweisen. Beide Seiten des Wappens rahmen die Blätter der distelartigen Blätter der Akanthuspflanze. Bei den Vorgängen um die Kryptocalvinisten hat Taubenheim keine entscheidende Rolle gespielt. Trotzdem bleibt der Verdacht der Spannungen zwischen den unberührten Räten und den Kryptocalvinisten um Kurfürst August, da der spätere Kanzler Nikolaus Krell Mitunterzeichner der Anzeige gegen von Taubenheim war und religiöse Verbindungen des Taubenheim nach Wittenberg in Form des Ordinarius Eberhardt bestand. Philipp Melanchthons Schwiegersohn Caspar Peucer, ebenfalls in Wittenberg ansässig, war maßgeblich an der Aufdeckung der Abweichungen am Sakramentsritus der durch die Kryptocalvinisten veränderten Gottesdienste beteiligt. Nach der Tragödie um die Hinrichtung seines Eheweibes Sophia (siehe oben) und des Verlustes seiner Stellung als Landesrentmeister verkaufte er das Schloss an Johann Lauterbach.

### Von Lauterbach (1587–1604)
1587 erwarb der Heldrungener Amtshauptmann Johann Lauterbach (* 1550; † um 1616), Sohn des sächsischen Landesrentmeisters Barthel Lauterbach, Schosser zu Chemnitz und Amtmann zu Nossen (* 1515 aus Löbau; † 1. Oktober 1578 Gersdorf) das Anwesen. Lauterbach galt als ausgezeichneter Jurist und Dichter. In seinen Schriften stellte er den Kampf gegen die Türken der Auseinandersetzung mit dem Papsttum gleich. Er war Schüler Philipp Melanchthons und Caspar Peucers, erlebte 1572 die Bartholomäusnacht und floh mit Franciscus Hotomanus und Hugo Donellus über Heidelberg nach Padua. Nach der Rückkehr aus Italien lebte er bis zu seinem Tode einsam auf Noschkowitz und schrieb dort Gedichte, die 1591 erstmals erschienen.

### Von der Sahla (1604–1667)
1622 folgten dann mit Hans Leupold von der Sahla (* 1570) als Besitzer zwei Generationen des uralten sächsischen Adels (Ersterwähnung Heinrich zu Sahla 989). Hans Leupold von der Sahla stammte aus der Oberlausitz und war verheiratet mit Dorothea von Schleinitz. Die Familie von Sahla starb im 19. Jahrhundert aus.

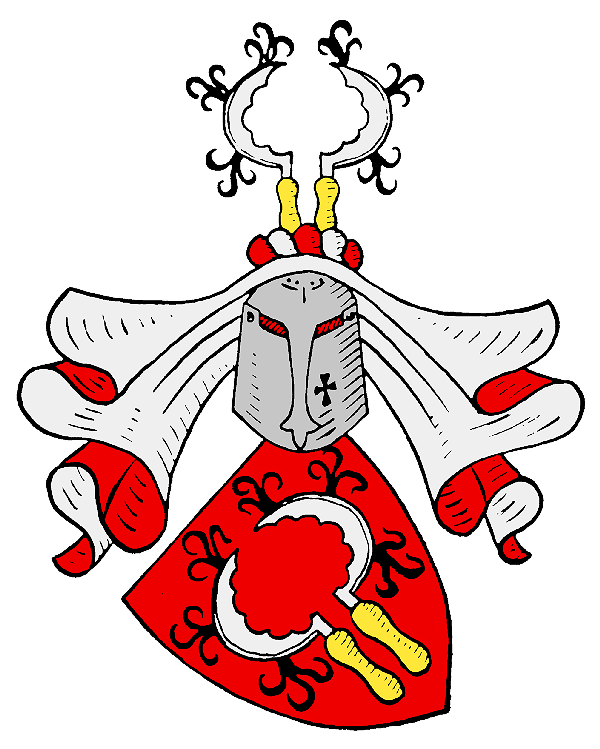
Wappen derer von Lüttichau

### von Lüttichau (1667–1775)

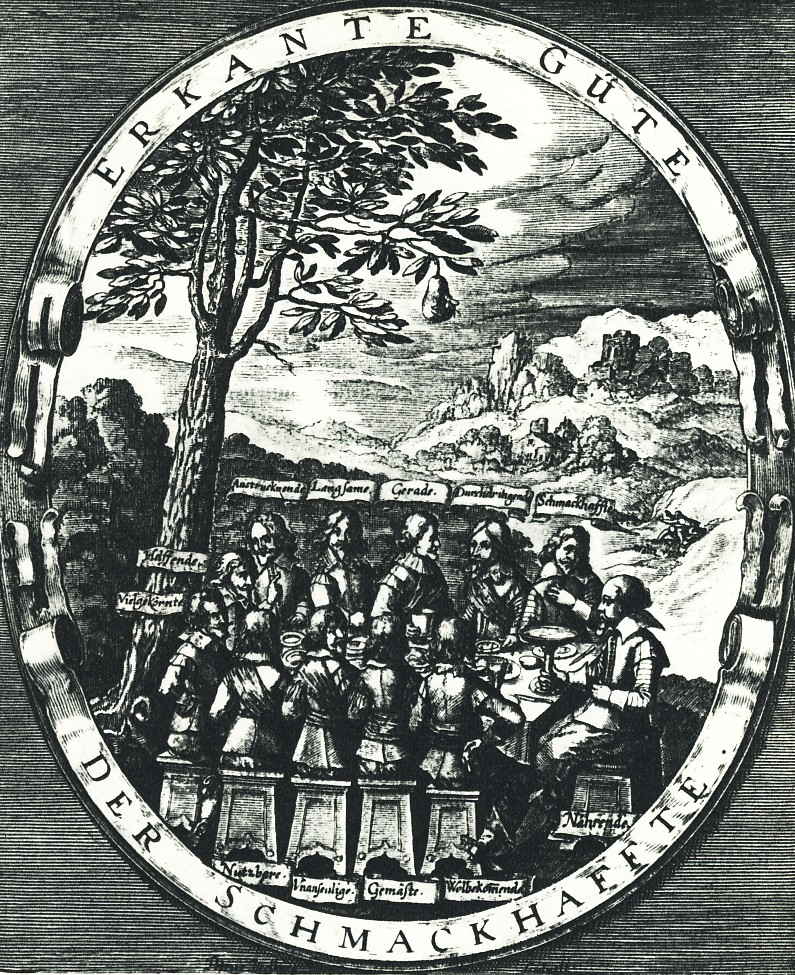
Sitzung der „Fruchtbringenden Gesellschaft“; Kupferstich von Peter Isselburg.

Als Eigentümer folgten von 1667 bis 1775 die von Lüttichau, Stauchitzer Linie. Die von Lüttichau waren überwiegend Kammerjunker. Der vorletzte Nachkomme, Hans Heinrich, erschoss sich aufgrund von Depressionen und enormer Kriegsverluste seines Vermögens am 13. April 1762 abends nach 18,00 Uhr auf Noschkowitz. In seinem Abschiedsbrief Zedel wünschte er, dass sein Leichnam im Garten des Schlosses Noschkowitz unter einem Obstbaum begraben würde, was dann auch geschah. Mit dem späteren Tode seines Bruders Wolfgang Benjamin am 23. Mai 1796 in Wermsdorf starb die Stauchitzer Linie derer von Lüttichau aus.

### Von Weidenbach (1775–1805)
Der letzte Stauchitzer von Lüttichau verkauft Noschkowitz im Jahr 1775 an Wolf Abraham Leberecht von Weidenbach, ebenfalls fürstlicher Kammerjunker. Weidenbach war Mitglied der Fruchtbringenden Gesellschaft (societas fructifera), der größten literarischen Gruppe im Barock. Am 22. September 1778 wird ihm und seiner Frau Rahel Eleonore, Tochter des Herrn Michael Glob Buchern, Kurfürstlich-Sächsischer Kammerkommissionsrat zu Dresden, der Sohn Hans August Wilhelm geboren, welcher später das Eigentum des Vaters durch Unvermögen und Misswirtschaft verlor und verwirrt 1805 in Dresden starb.

### Krauße – Ruppoldt (1813–1844)

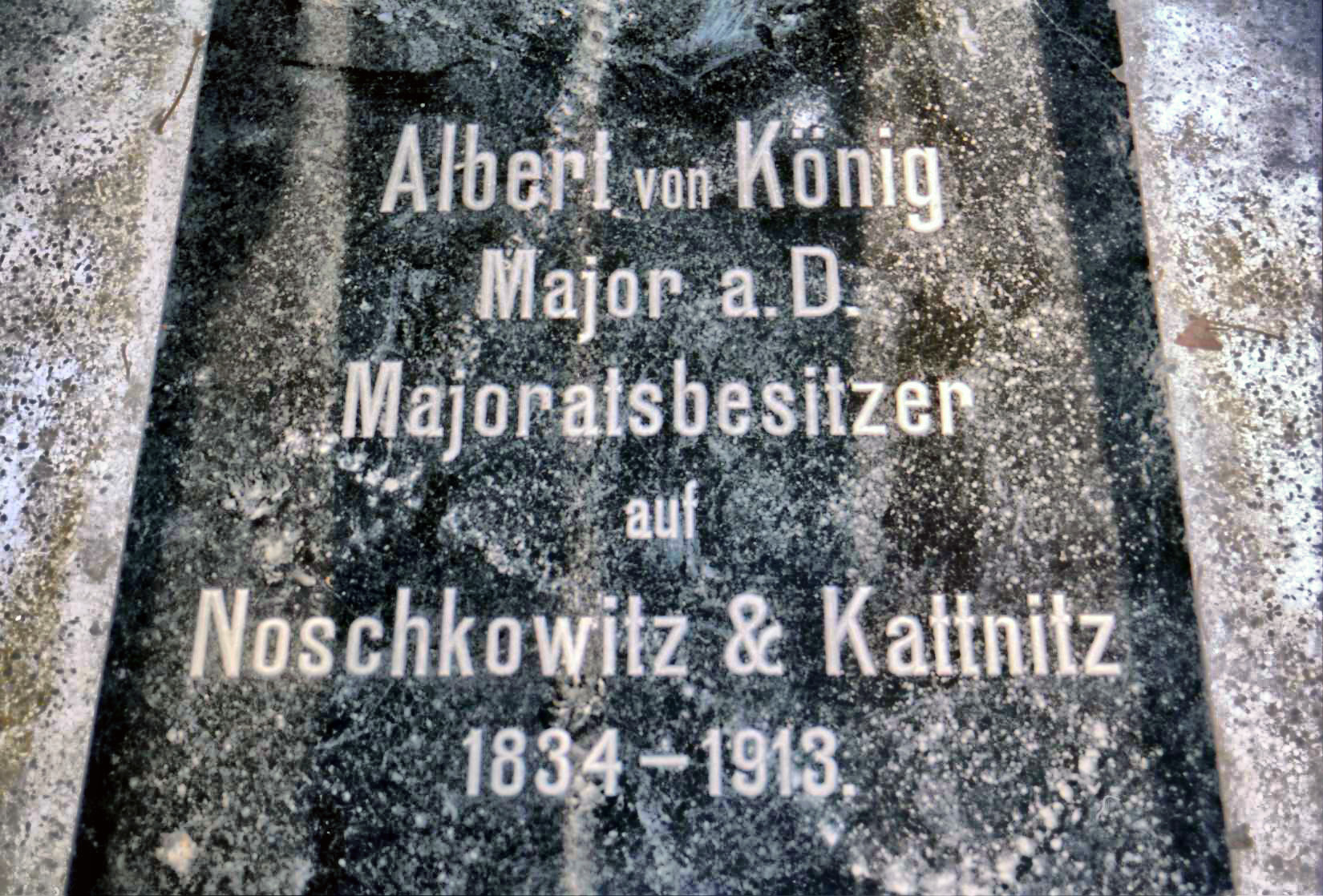
Denkmal des Majoratsbesitzer Albert von König am Noschkowitzer Holz

Als nächster kaufte ein Bürgerlicher, Johann Christian Gottlob Kopp aus Schweta im Jahre 1805 die Güter, verkaufte sie aber bald darauf im Jahre 1814 an Christian Gottlieb Krauße (* um 1762 in Görlitz; † 11. März 1834 in Mittweida), Kauf- und Handelsmann in Mittweida, Ehemann seit dem 11. Januar 1793 von Christiana Sophia Schüffner (* 14. April 1762 in Mittweida; † 5. März 1835 in Mittweida), eine Nichte von dem kurfürstl. sächs. Hofbaumeister und Kammerkondukteur Christian Gottfried Hahmann, in 1. Ehe verheiratet am 24. Mai 1784 in Mittweida mit Carl Gottfried Ruppoldt (* 2. Februar 1757 in Mittweida; † 1. März 1792 in Mittweida), Kauf- und Handelsherr, auch Stadtrichter in Mittweida. Ihr Sohn, Carl Gustav Adolph Ruppoldt (* 17. April 1791 in Mittweida; † 23. November 1836 im Schloss Noschkowitz), seit 1823 Erb-Lehn und Gerichtsherr auf Noschkowitz mit Kottwitz, heiratete am 3. März 1813 in Loschwitz bei Dresden die Charlotte Constantina von Ryssel (* 19. Juni 1789 in Thum/Erzgebirge; † 4. November 1836 im Schloss Noschkowitz). Das Ehepaar adoptierte Amalia Auguste Schreiber (* 8. Juni 1824 in Oschatz; † 1. August 1899 im Schloss Noschkowitz), eine Tochter von Johann Gottfried Schreiber, Fleischhauermeister in Oschatz. Die Übergabe von Noschkowitz auf Amalia Auguste Schreiber-Ruppolt erfolgte am 1. Mai 1837 per Erbvertrag. Bis zu ihrer Volljährigkeit war der Stadtrichter Lensky von Döbeln ihr Vormund. Die Übernahme nach der Volljährigkeit erfolgte am 15. Juli 1844. Sie musste das Rittergut nicht selbst bewirtschaften, das Land war bereits ab 1831 an Karl Christian Fürchtegott Miersch verpachtet. Sie heiratete am 17. August 1841 in Döbeln der damals Beisitzer des königlichen Appellationsgerichtes in Leipzig, Königlich-Sächsischen Appellationsrat, Gustav Friedrich Theodor von König zu Leipzig (* 16. August 1812 auf Gut Mittel-Sohland, Kreis Görlitz; † 26. September 1885 im Schloss Noschkowitz). Laut Vertrag hat er Noschkowitz am 27. Dezember 1850 für 60.000 Taler von seiner Frau übernommen. Am 15. August 1883 erbt der Sohn Georg Wilhelm von König Noschkowitz. Nach dessen Tod am 8. Oktober 1892 übernahm Amalie Auguste verw. König den Besitz wieder und vermachte diesen am 8. August 1899/22. September 1899 an den Major a. D. Traugott Albert von König. Dieser starb 1913.

### Von König (1841–1913)
Von König war als Oberappellationsrat Mitglied der Kompetenzkommission und des sächsischen Kulturministerium und revidierte den Entwurf eines bürgerlichen Gesetzbuches in Sachsen. In den Jahren 1844–1913 war Albert von König Major a. D. Majoratsbesitzer. Einige Schlusssteine, an den Kavaliershäusern tragen seine Initialen. Albert von König ließ das Noschkowitzer Holz in einen englischen Landschaftspark umwandeln. An der schönsten Stelle, weitab vom Gut, ließ er sich kurz vor seinem Tode eine kleine Kapelle errichten, in welcher er sich 1913 bestatten ließ. Sein Sohn, Georg Wilhelm Govey von König (* zwischen 20. Juli 1845 und 22. Juni 1848 im Schloss Noschkowitz; † 8. Oktober 1892 im Schloss Noschkowitz) starb ledig.

### Von Dittrich (1913–1932)
Am 9. Juni 1913 kaufte der Vetter 2. Grades 2 mal entfernt (ein Enkel von Adelheid Charlotte Friederike von König (1819–1893)) von Albert von König damals noch minderjährige Werner Georg Eduard Ferdinand Wilhelm Maria von Dittrich (* 10. August 1893 in Lubowitz in Schlesien) das Majorat mit allen Liegenschaften. Das Rittergut Noschkowitz befand sich zu dieser Zeit unter der Verwaltung des Herrn Hans von Lüders, welcher im Schloss in der zweiten Etage über der Schlosseinfahrt wohnte. Wirtschaft und Gebäude wurden durch diesen Besitzer abgewirtschaftet. In den Ställen stand lediglich eine Kuh, welche von einer in dem Kavaliershaus lebenden Wirtschafterin gemolken wurde und zwei vom Gerichtsvollzieher verschonte Pferde, um abzusichern, dass das vor der Toreinfahrt im Spritzenhaus stehende Löschfahrzeug mit Handpumpenbetrieb im Brandfall herausgezogen und genutzt werden konnte.

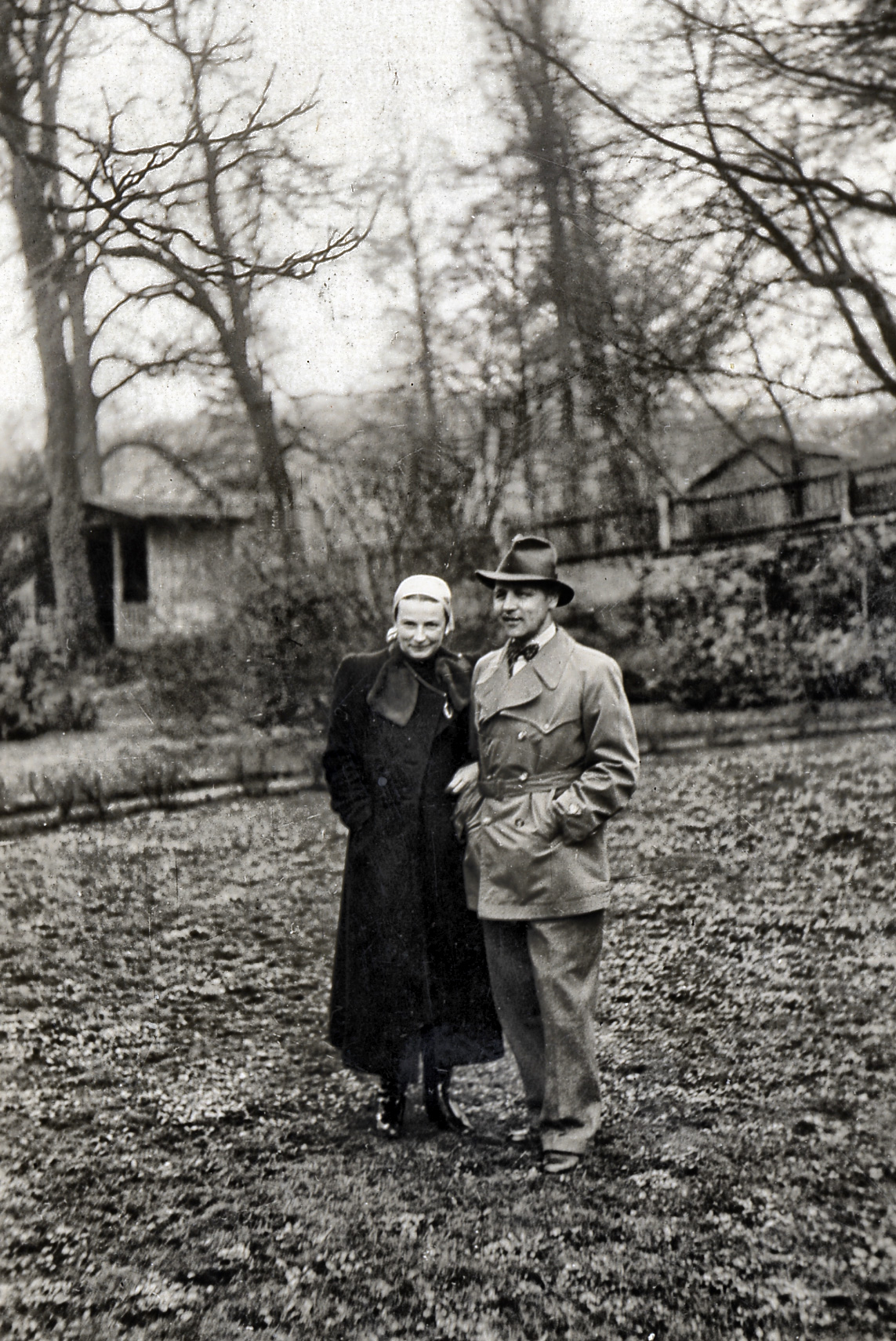
Ilse und Walter Uhlemann im Garten von Schloss Noschkowitz um 1933

### Uhlemann (1932–1945)
Der letzte bürgerliche Ritterguts- und Schlossbesitzer – vor dem Zweiten Weltkrieg – war Walter Uhlemann. Die Uhlemann’s waren in Sachsen eine überregional bekannte Landwirtsfamilie, welche durch die Blutsverbindung zur bedeutenden Oschatzer Familie Gadegast und vor allem durch das landwirtschaftliche und politische Wirken des Urgroßvaters Magnus Guido Uhlemann, die das Gesicht der Region von Oschatz über Mügeln bis nach Döbeln entscheidend prägten. Dem Großvater gehörten das Stammgut der Familie und ein Kalkwerk in Görlitz bei Schrebitz. Er und seine Frau Clara Auguste (geborene Hanns in Pulsitz bei Ostrau) machten aus dem Stammsitz eine landwirtschaftliche Musterwirtschaft. Walther Uhlemann wurde am 17. Mai 1898 im Rittergut Niedergrauschwitz bei Mügeln geboren. Ab Juli 1898 pachtete sein Vater, Ökonomierat Arndt Uhlemann (* 1862 in Görlitz; † 1933 in Mügeln) das Kammergut mit dem Schloss Ruhethal in Mügeln. Hier erlebte Uhlemann mit seinen älteren Brüdern Arndt jr. und Werner eine unbeschwerte Kind- und Jugendzeit. Nach seiner Entlassung aus dem Ersten Weltkrieg und der landwirtschaftlichen Tradition der Familie Uhlemann folgend, war er bis 1922 auf verschiedenen Rittergütern in Sachsen und Anhalt als Scholar tätig. 1924 heiratete er Ilse Teschner, Tochter des Vorstandes und Direktors der Chemischen Fabrik Lipsia Mügeln. Bereits 1923 pachtete er das Rittergut Staucha, Kreis Meißen (beibehalten bis zur Bodenenteignung 1945), das er mit Ehefrau Ilse und seinen drei Kindern bis zur Übersiedelung nach Noschkowitz im Herbst 1933 bewohnte und bewirtschaftete. Das Rittergut Noschkowitz und das damit verbundene Kattnitz kaufte Uhlemann am 25. Mai 1932 bei einer Versteigerung in Döbeln vom damaligen Besitzer Werner von Dittrich. Uhlemann begann sofort nach der Versteigerung mit einer zweijährigen umfassenden Sanierung des Anwesens. Zuerst wurden die landwirtschaftlichen Flächen urbar gemacht, denn immerhin gehörten 260 ha Feldfläche zum Rittergut. Um die 32 ha Waldflächen, vorrangig auf der Noschkowitzer und Kattnitzer Flur, kümmerte sich der im vor den Wirtschaftsgebäuden stehenden Fachwerkhaus lebende Förster Arno Koch, der zugleich als Gärtner angestellt war. Nachdem die Landwirtschaft wieder lief, ging es an die bisher letzte Sanierung der ruinösen Bausubstanz. Alle Dächer wurden neu gedeckt und eine Zentralheizung eingebaut. Von der alten Inneneinrichtung war zum Zeitpunkt der Versteigerung kein Stuhl mehr vorhanden. Die ihnen zugehörige Inneneinrichtung und Ausstattung brachte Familie Uhlemann aus Staucha mit bzw. erwarb diese neu. Am 13. Juli 1934 wurde die Tochter Sybille geboren. Der Zschaitzer Pastor Zacharias sagte bei der in Noschkowitz stattfindenden Haustaufe von Sybille am 21. Oktober 1934 (Geburtstag der Mutter), dass sie das erste Mädchen war, das seit 200 Jahren und das erste Kind seit 100 Jahren im Schloss Noschkowitz geboren wurde. Mit Einzug der Familie Uhlemann wurde die vom Vater Ökonomierat Arndt und im Kammergut Mügeln begründete Kaltblut-Pferdezucht mit eigener Hengsthaltung auch in Noschkowitz eingeführt. Es wurden zwei Hengstboxen eingerichtet, eine im Schlosshof und eine im großen Wirtschaftsgebäude mit Stallanlagen und mehrgeschossigen Futterboden. Insgesamt wurden im Durchschnitt der Jahre 38 Pferde mit Stuten, 17 Fohlen, zwei Hengste und ein Pony gehalten. Weiterhin 130 Hausrinder, davon 70 Kühe, die Rasse Schwarzbuntes Milchrind, welches im Dresdner Rinder Herdbuch geführt wurde. Bedeutend waren aber auch der Viehbestand mit 200 Schafen in der Kattnitzer Schäferei, 180 Schweinen, davon 15 Zuchtsauen und 70 Mastschweinen, 140 Legehühner, 25 Enten und Puten. Und das bei lediglich 20 ha Weidefläche. Auf den Feldern wurde teilweise Saatgut vermehrt, besonders Ebersbacher Weißweizen und Svalöfs Goldregenhafer. Die Familie Uhlemann bewohnte das gesamte Schlossgebäude. Der heutige Vorraum zum Festsaal war das Herrenzimmer mit zwei Sitznischen, deren Deckenwölbungen mit sinnbildlichen Eichenblättern und eisernen Kreuzen bemalt waren, denen Motive aus dem Vorraum der Kapelle zugrunde lagen. Neben dem Herrenzimmer zur Teichseite befand sich ein Saal mit Konzertflügel, daneben das Biedermeierzimmer mit entsprechender Ausstattung. Das Leben der Hausangestellten spielte sich vorzugsweise im Erdgeschoss in der Küche neben der Eingangshalle sowie dem danebengelegenen kleinen Aufenthaltsraum mit Eckbänken, auch zum Verbleiben und Aufwärmen für auswärtige Fahrer und Kutscher, ab. Im Gartenzimmer wurde das Essen eingenommen. Von hier aus schaute die Familie über die Terrasse in den Garten zum großen Teich. Ein sicheres Zeichen von fortschrittlichem Denken war bei den Uhlemanns ihre Offenheit für moderne Technik. So wurde auf dem zementierten Dungplatz mit darunter befindlicher Drei-Kammer-Jauchengrube ein gewaltiger stählerner Mistkran der Fa. Beck und Henkel, Kassel, mit Elektroantrieb errichtet, um den in den einzelnen Viehställen anfallenden Mist vorbildlich stapeln und bei der Ausfuhr auf die Felder leichter aufladen zu können. Neu gekaufte Mähbinder, vom Traktor gezogen, wurden bei den Ernten eingesetzt, welcher eine wesentliche Erleichterung der schweren Feldarbeit bedeutete. Die Gespannführer und Helfer kamen aus der Region. Die kluge und vorausschauende Wirtschaft der Uhlemanns erzeugte Erträge, welche in Noschkowitz noch niemand vorher gesehen hatte. Dabei wirkte sich die reglementierende Einflussnahme der Landwirtschaftsverwaltung des „Dritten Reiches“ mit Reichsnährstand, Ortsbauernführer und Kreisbehörde oft erschwerend auf die private Wirtschaftsführung aus. Als der Zweite Weltkrieg begann und Rittmeister a. D. Uhlemann, zum Kriegsdienst nach Frankreich eingezogen wurde, lastete die ganze Verantwortung auf der Hausfrau Ilse, welche zusätzlich zu ihren vier Kindern nun noch den gesamten Betrieb mit Verwalter und der Belegschaft führen musste. Die Kriegs- und Zwangswirtschaft verlangte zum Erhalt guter Erträge im Stall und auf den Feldern sowie zur Erfüllung des Abgabe-Plansolls neue Maßnahmen. So wurde zur Verbesserung der Futterversorgung, infolge des Ausfalls von Import-Eiweißfuttermitteln, wie Fischmehl und Sojaschrot, eine große maschinelle Rübenblattwäsche angeschafft und im Herbst neben der auf dem großen Hof befindlichen Pferdetränke (einem gemauerten Becken mit Wasserdurchlauf) aufgestellt. Die damit gewaschenen Rübenblätter kamen größtenteils in befahrbare Zementsilos hinter dem Kuhstall zur Silagebereitung für die Winterfütterung. Ein Teil wurde mit Pferdegespannen in die von Ökonomierat Arndt Uhlemann Ende der 1920er Jahre gegründeten genossenschaftlichen Kartoffelflockenfabrik nach Mügeln gefahren, dort getrocknet, gehäckselt und wieder nach Noschkowitz zurückgefahren. Der Häcksel wurde auf dem Futterboden gelagert und dann unter das geschrotete Futtergetreide gemischt. In gleicher Weise wurde mit jungem Luzernegrün und eiweißreichen Kartoffelsorten verfahren. Als Ersatz für zum Kriegsdienst einberufenen Geschirrführer und männliche Helfer wurden den landwirtschaftlichen Betrieben Kriegsgefangene zugewiesen. Zuerst kamen Franzosen, dann Polen und Serben. Einer dieser Serben blieb noch eine lange Zeit in Noschkowitz und ging erst weit nach Kriegsende wieder nach Hause, in das damalige Jugoslawien, zurück. Im März 1945 bat ein aus einem Konzentrationslager entwichener Trupp von 18 ungarischen und rumänischen Jüdinnen, darunter Ärztinnen, Lehrerinnen und ein junger Holländer, völlig entkräftet und zerlumpt im Schloss um Hilfe. Frau Ilse Uhlemann, die eigene Gefahr im noch funktionierenden Staatssystem der Nazis nicht achtend, brachte sie notdürftig in der Holzscheune auf dem Kartoffel-Mietenplatz hinter der Kochschen Wohnung unter. Sie wurden verpflegt, zunächst verborgen und als Arbeitskräfte Ende April zum Kartoffellegen auf die Felder mitgenommen. Der ganze Hof war voller Pferdetrecks mit Familien aus Schlesien und die Noschkowitzer Einwohner, zu dieser Zeit alle mit sich selbst beschäftigt, konnten oder wollten die Flüchtlinge nicht aufnehmen. Uhlemann überlebte die amerikanische Gefangenschaft und kehrte im April 1945 wieder heim. Die Sowjets verschleppten ihn in sowjetische Lager. Es erfolgte ein Aufruf der Kommunistischen Partei Deutschlands (KPD) am 11. Juni 1945 unter dem Motto: Junkerland in Bauernhand – Jetzt rotten wir das Unkraut aus!. Darauf gab es Plünderungen im Schloss, wie überall in der Region. Auf der Grundlage der Verordnung der Provinz Sachsen vom 3. September 1945 wurde die Familie Uhlemann enteignet. Enteignet wurden der Grund und Boden mit den darauf befindlichen Immobilien, das gesamte Inventar und das noch vorhandene Vieh. Die Grundbücher- und Liegenschaftseintragungen, die die Familie als Eigentümer auswiesen, wurden auf zentralbehördliche Anweisung in den Sommer- und Herbstmonaten 1946 geschwärzt. Uhlemann überlebte mit Glück die sowjetische Gefangenschaft, welcher er nach mehrmonatiger Haft in dem berüchtigten Speziallager Nr. 1 Mühlberg in Mühlberg/Elbe, in verschiedenen Lagern bei Moskau bis zur Krim überstehen musste und kam am 27. November 1949 über Frankfurt (Oder) völlig entkräftet heim. Aufgrund des Kreisverweises durfte er nicht nach Noschkowitz zurück. Die Familie hatte sich im Haus der Schwiegereltern in Mügeln seit Dezember 1945 eingerichtet. Uhlemann schlug sich dann als Rübenanbauberater in der Zuckerfabrik Oschatz und als Taxifahrer durchs Leben. Er betrieb mit der Familie auf dem dortigen Grundstück Gartenbau und Kleintierzucht, wobei er Erdbeeren bis nach Chemnitz verkaufte. Seine Frau Ilse hatte bereits mit Tatkraft und Umsicht mit einer Gewerbegenehmigung für Stickerei- und Taxibetrieb für die Familie gesorgt. Ilse Uhlemann starb am 6. Januar 1988 im 85. Lebensjahr in Mügeln. Ihr Mann Walther Uhlemann starb mit 95½ Jahren am 20. November 1993 in Mügeln. Er hatte Noschkowitz nie wieder betreten.

### Volkseigenes Gut
116 ha des ehemaligen Privatbesitzes der Familie Uhlemann wurde an sogenannte Neubauern verteilt. 140 ha verblieben beim neugegründeten Volkseigenen Gutes Noschkowitz; dieses fusionierte 1970 mit dem Volkseigenen Gut Beicha. Das Volksgut führte die von Uhlemann begonnene Pferde- und Schweinezüchtung fort. 1990 löste sich das Volkseigene Gut auf. Die Treuhandanstalt übernahm die Agrarflächen und verpachtete sie an Fremd- und Lohnunternehmen.

### Bachmann
Die rechtsextreme und aus Österreich stammende Familie um Raimund und Sylvia Bachmann erwarben von der Treuhand 1999 im Rahmen einer Versteigerung das Schloss ohne die dazugehörigen Agrarflächen. Die Familie gehört zu einem völkischen Siedlerprojekt, die Söhne haben mittlerweile eigene Ländereien in Sachsen-Anhalt.

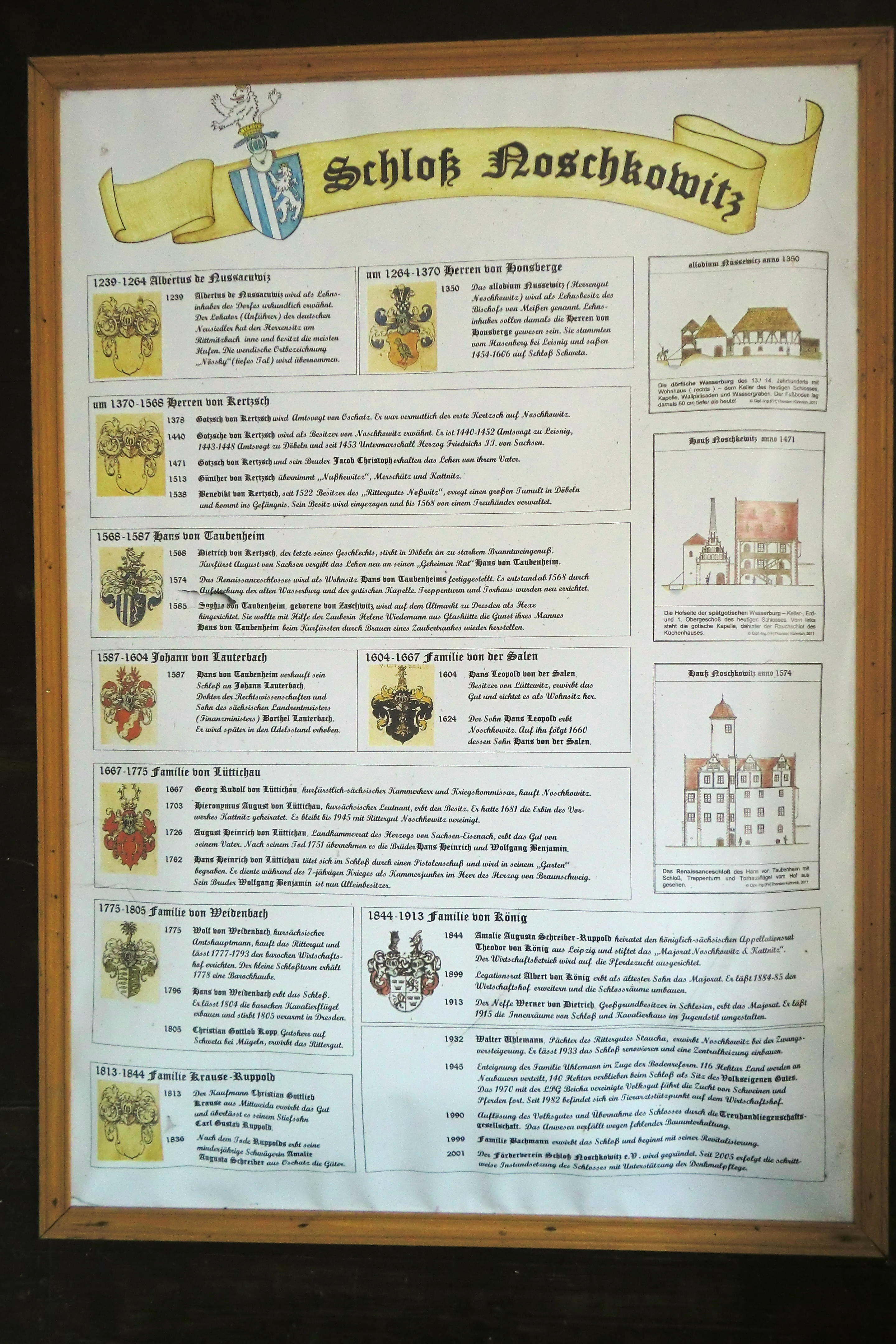
Geschichtstafel
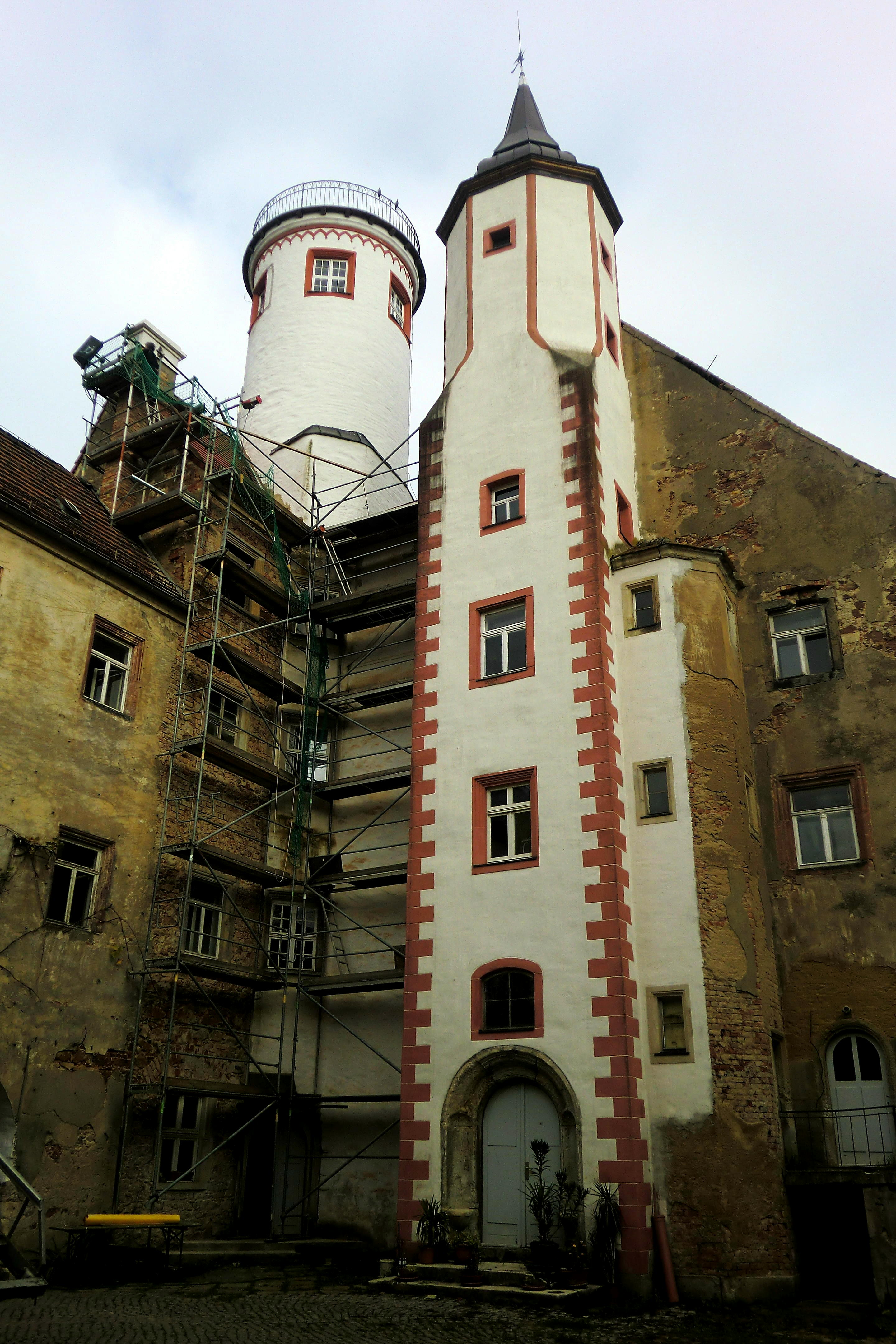
Zustand Oktober 2014
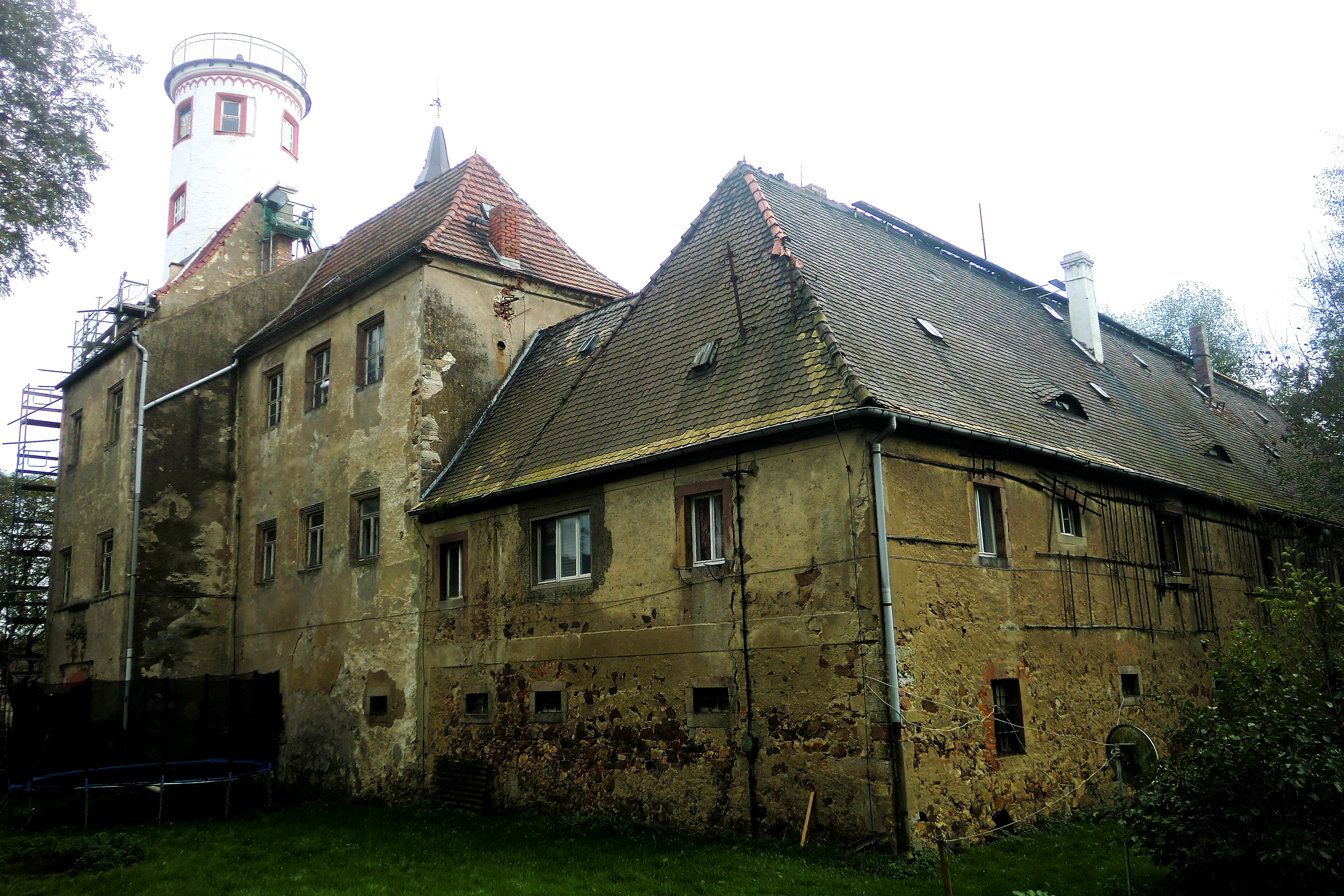
Zustand Oktober 2014
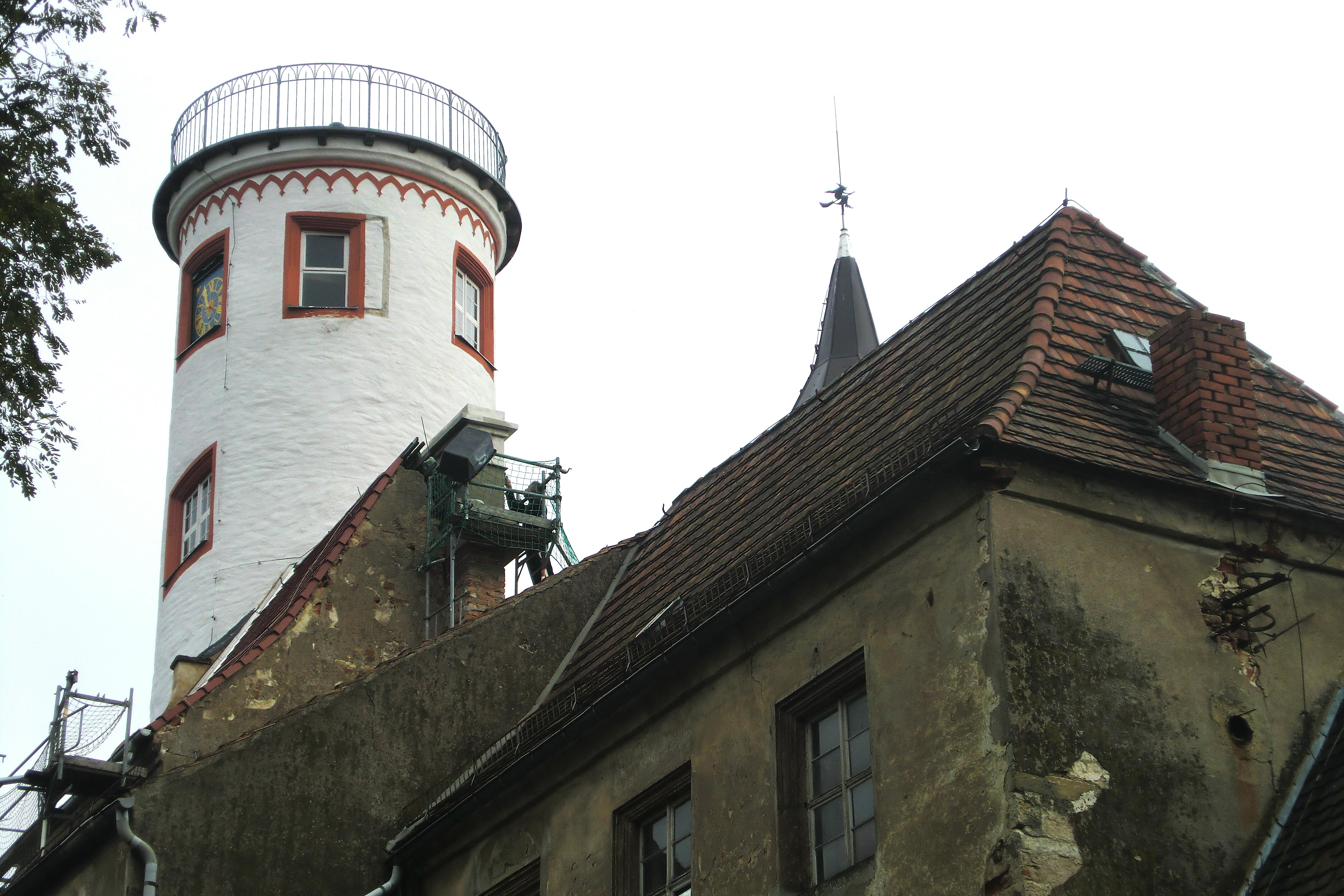
Zustand Oktober 2014
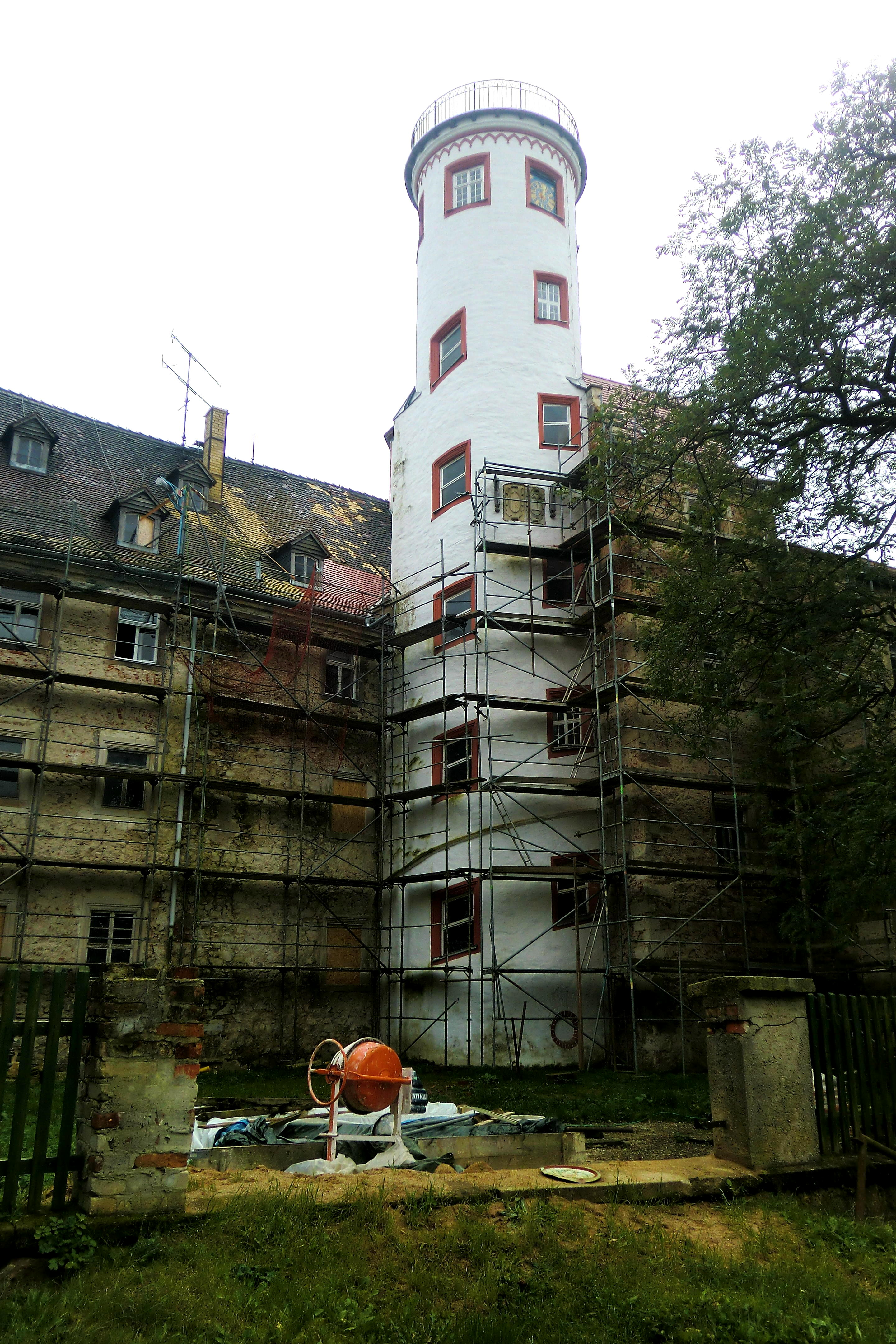
Zustand Oktober 2014
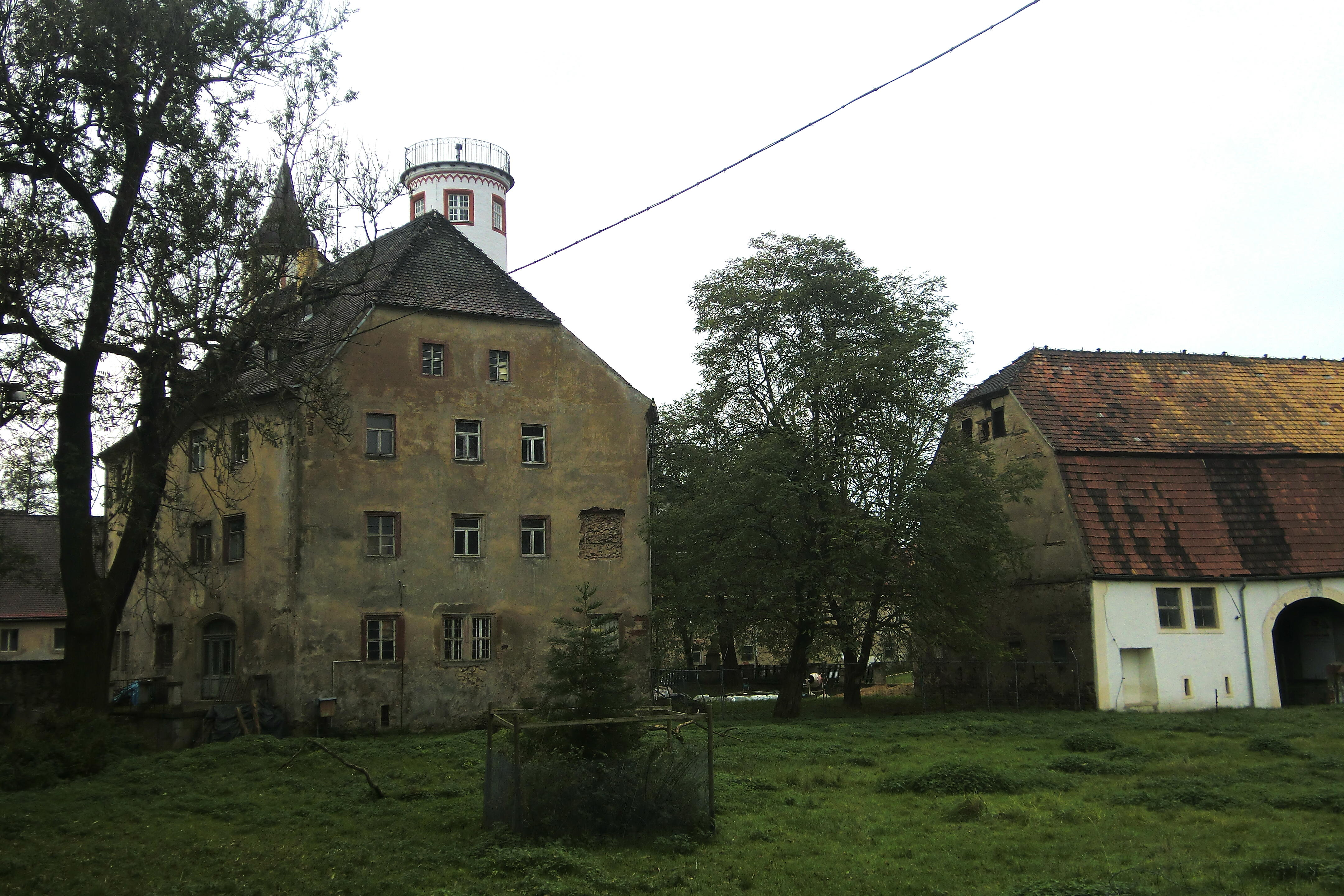
Zustand Oktober 2014
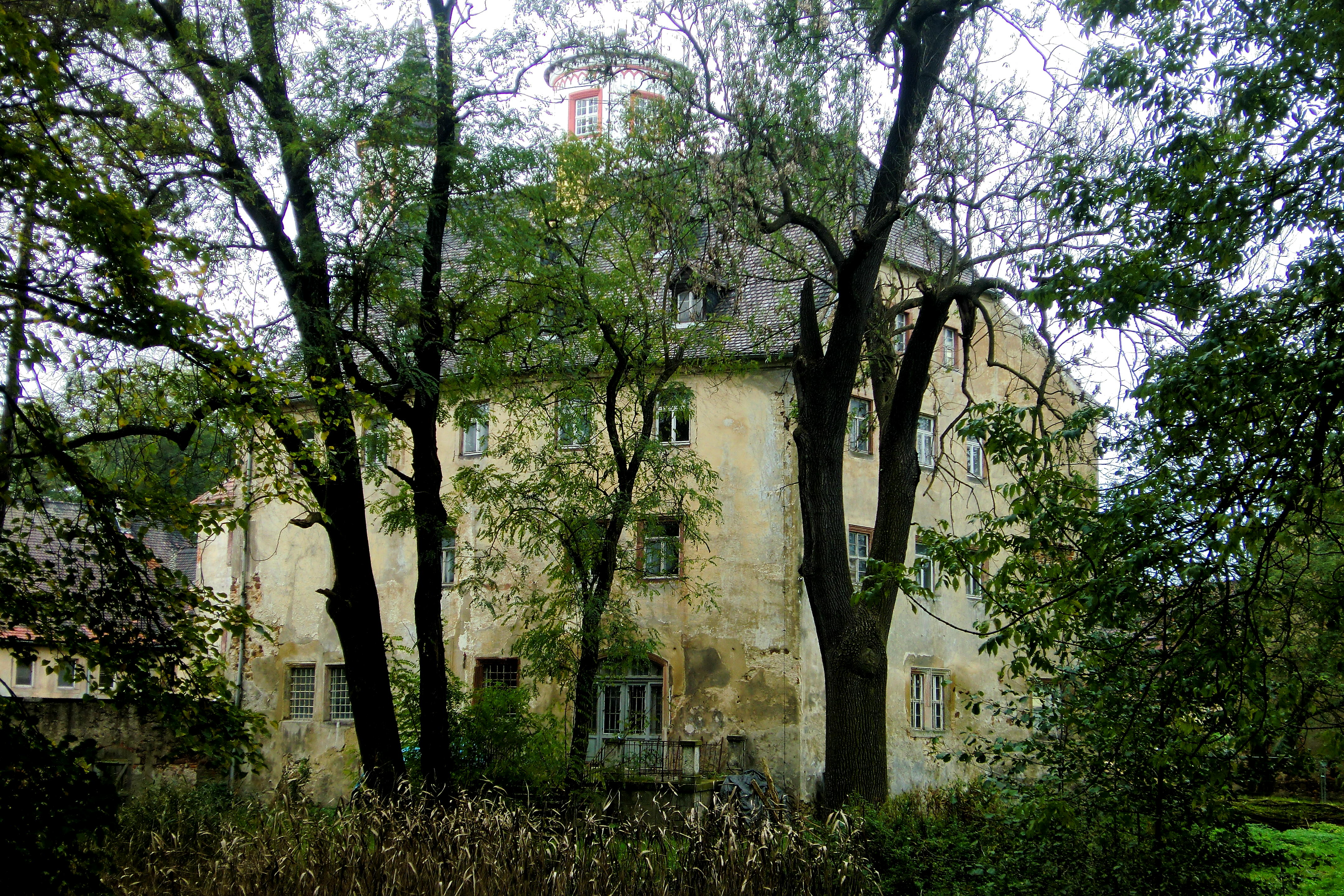
Zustand Oktober 2014